# Zaorejas
Zaorejas bezeichnet einen Ort und eine Gemeinde (municipio) mit 115 Einwohnern (Stand: 2024) im Nordosten der Provinz Guadalajara in der Autonomen Gemeinschaft Kastilien-La Mancha in Zentralspanien. Neben dem Hauptort Zaorejas besteht die Gemeinde aus den Ortschaften Huertapelayo und Villar de Cobeta.

## Lage
Zaorejas liegt im Iberischen Gebirge im Osten der Provinz Guadalajara in einer Höhe von 1225 m. Die Entfernung zur westsüdwestlich gelegenen Provinzhauptstadt Guadalajara beträgt ca. 80 Kilometer (Fahrtstrecke). Der Tajo durchquert im Norden die Gemeinde und bildet dann die östliche Gemeindegrenze.

## Bevölkerungsentwicklung
| Jahr      | 1960 | 1970 | 1981 | 1991 | 2001 | 2011 | 2021 |
| Einwohner | 772  | 395  | 265  | 233  | 204  | 162  | 104  |

## Sehenswürdigkeiten
- Dominikuskirche